# بایبولاتوو
بایبولاتوو (انگلیسی: Baybulatovo) یک شهرک در شهرستان چکماگوشفسکی استان باشقیرستان کشور روسیه است.